# Consiglio (teologia)
Secondo la teologia cattolica e quella anglicana, il consiglio è uno dei sette doni dello Spirito Santo, che sono definiti come le disposizioni permanenti che rendono l'uomo docile a seguire le ispirazioni divine.
Il credente riconosce che questo dono dello Spirito Santo agisce sulla sua intelligenza:
- aprendone la mente per comprendere la prospettiva di Dio[2];
- illuminando la coscienza nelle scelte morali, che la vita di ogni giorno gli impone[3];
- aiutando nella scelta del bene quando la vita offre alternative[4];
- evitando giudizi e decisioni avventati[5];
- aiutando a comprendere il significato profondo del Vangelo (Lc 10,21[6]).

Il fedele riconosce nel dono del consiglio il mezzo per conoscere la volontà di Dio nelle situazioni particolari della sua vita. 
Il dono del consiglio è il fondamento della guida spirituale.
Nella Bibbia, la parola "consiglio" è spesso sinonimo di "progetto", "disegno". Nell'Antico Testamento molti sono gli esempi di personaggi identificati quali giusti poiché ascoltano il "consiglio" divino (es. Salmo 15,7), o viceversa condannati per essersi allontanati dal percorso divino (es. Mi 4,12).
Dio volle lasciare l'uomo "in mano al suo consiglio", cioè libero e non determinato dagli istinti animali (Gaudium et spes 17, citando Siracide 15,14).